# Mussol negrós
El mussol negrós (Asio stygius) és una espècie d'ocell de la família dels estrígids (Strigidae). Habita boscos de moltes àrees de la zona Neotropical, a Mèxic, Guatemala, Belize, Nicaragua, Cuba, l'illa de la Juventud, l'Hispaniola, la Gonâve, Colòmbia, l'Equador, oest i sud-oest del Brasil, nord-est de Bolívia, el Paraguai i nord de l'Argentina. El seu estat de conservació es considera de risc mínim.